# Big Lake (hrabstwo Carlton)
Big Lake – jednostka osadnicza w Stanach Zjednoczonych, w stanie Minnesota, w hrabstwie Carlton.